# Fosforilasa

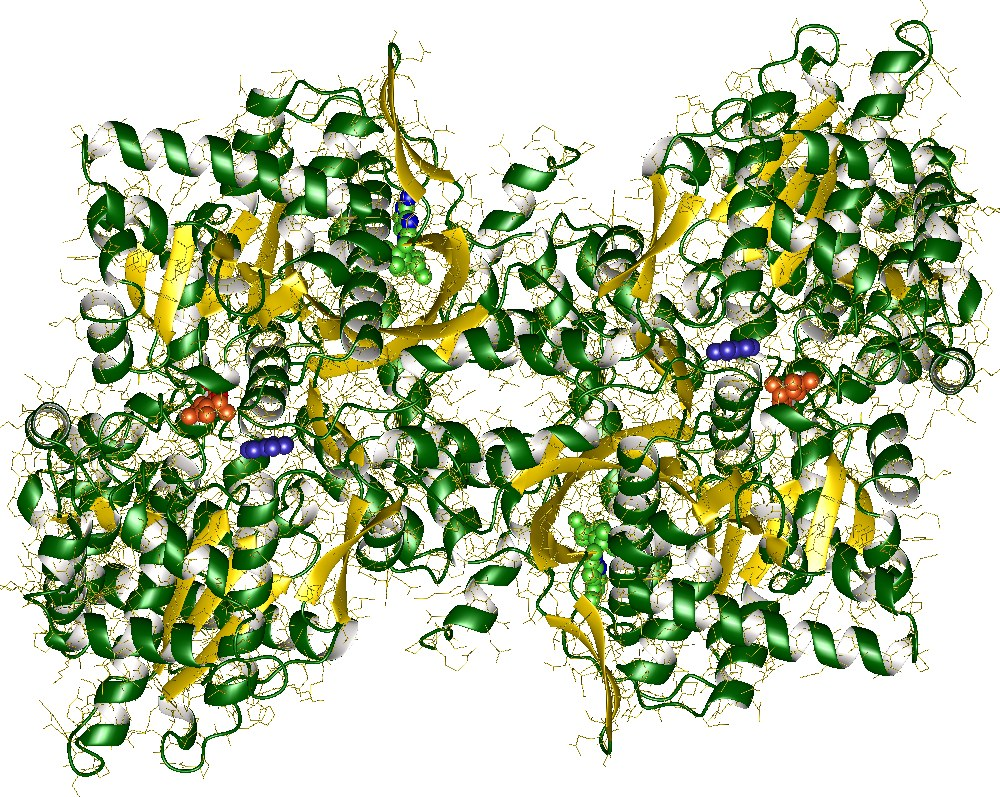
Glucógeno fosforilasa del tejido muscular humano.

Las fosforilasas son enzimas que catalizan la adición de un grupo fosfato proveniente de un fosfato inorgánico a un aceptor.
Dentro de esta clasificación se incluyen las enzimas alostéricas que catalizan la producción de glucosa 1-fosfato a partir de un glucano tal como el glucógeno, almidón o maltodextrina.
El nombre de fosforilasa, es también un nombre común e informal para la enzima glucógeno fosforilasa, en honor a Earl W. Sutherland quien descubrió la primera fosforilasa a finales de la década de 1930.

## Función
Las fosforilasas no deben ser confundidas con las fosfatasas, las cuales retiran grupos fosfato. En términos generales, las fosforilasas son enzimas que catalizan la adición de un fosfato proveniente de un fosfato inorgánico a un aceptor, las fosfatasas son hidrolasas que remueven grupos fosfonato de un sustrato utilizando agua, y las quinasas son transferasas que transfieren grupos fosfato desde un dador, que usualmente es ATP, a un aceptor.
| Nombre de la enzima                                                       | Clase de la enzima              | Reacción                                                  | Notas                            |
| ------------------------------------------------------------------------- | ------------------------------- | --------------------------------------------------------- | -------------------------------- |
| Fosforilasa                                                               | Transferasa (EC 2.4 y EC 2.7.7) | A-B + H-OP {\displaystyle \rightleftharpoons } A-OP + H-B | Donde = A = glúcido o nucleósido |
| Fosfatasa                                                                 | Hidrolasa (EC 3)                | P-B + H-OH {\displaystyle \rightleftharpoons } P-OH + H-B |                                  |
| Quinasa                                                                   | Transferasa (EC 2.7.1-2.7.4)    | P-B + H-A {\displaystyle \rightleftharpoons } P-A + H-B   | grupo transferido = P            |
| P = grupo fosfonato, OP = grupo fosfato, H-OP o P-OH = fosfato inorgánico |                                 |                                                           |                                  |

## Tipos
Las fosforilasas caen dentro de las siguientes categorías:
- Glucosiltransferasas (EC 2.4)
  - Enzimas que degradan glucanos removiendo un residuo glucosa por medio de la ruptura de un enlace O-glucosídico
    - Glucógeno fosforilasa
    - Almidón fosforilasa
    - Maltodextrina fosforilasa

  - Enzimas que degradan nucleósidos en sus constituyentes, bases y azúcares, por medio de la ruptura de un enlace N-glucosídico
    - Nucleósido de purina fosforilasa (PNPasa)
- Nucleotidiltransferasas (EC 2.7.7)
  - Enzimas que poseen la actividad exorribonucleasa fosforolítica 3' a 5' (rompen enlaces fosfodiéster)
    - RNasa PH
    - Polinucleótido fosforilasa (PNPase)

Todas las fosforilasas conocidas comparten características catalíticas y estructurales.

## Activación
La fosforilasa a es la forma activa de la glucógeno fosforilasa que deriva de la fosforilación de la forma inactiva, la fosforilasa b.

## Patología
Existen algunas enfermedades relacionadas con las fosforilasas:
- Enfermedad de almacenamiento de glucógeno tipo V - (glucógeno muscular).
- Enfermedad de almacenamiento de glulcógeno tipo VI - (glucógeno hepático).